# فرود کیپه
فرود کیپه (انگلیسی: Frode Kippe؛ زادهٔ ۱۷ ژانویهٔ ۱۹۷۸) بازیکن فوتبال اهل نروژ است.
از باشگاه‌هایی که در آن بازی کرده‌است می‌توان به باشگاه فوتبال لیلستروم، و باشگاه فوتبال لیورپول، باشگاه فوتبال استوک سیتی، باشگاه فوتبال استوک سیتی، باشگاه فوتبال لیلستروم، و تیم ملی فوتبال نروژ اشاره کرد.
وی همچنین در تیم‌های ملی فوتبال زیر ۲۱ سال نروژ بازی کرده‌است.